# Théophile Gautier (fils)
Pour les articles homonymes, voir Théophile Gautier et Gautier.
Théophile Charles Marie Gautier, né le 29 novembre 1836 dans l'ancien 4e arrondissement de Paris et mort le 16 juin 1904, est un homme de lettres, traducteur, danseur et administrateur français, fils de l'écrivain Théophile Gautier et de sa maîtresse Eugénie Fort.

## Biographie
Il est sous-préfet d'Ambert (Puy-de-Dôme) en 1867 et de Pontoise en 1870, chef du bureau de la Presse au ministère de l'Intérieur en 1868, puis secrétaire particulier de l'ancien ministre de Napoléon III, Eugène Rouher.
Il fait des traductions d'auteurs allemands et collabore aux travaux de son père dans le Moniteur et le Journal officiel.
Le portrait de son épouse a été peint par Auguste-Émile Pinchart.

## Publications
- L'Administration provinciale de la Prusse (1870)
- Entre Biarritz et St-Sébastien, toros et espadas, notes de touriste (1884)
- La Baronne Véra. Virginie Peugheol. La Maison de poste (1885)

Traductions
- Achim von Arnim, Contes bizarres (1856)
- Gottfried August Bürger : Aventures du baron de Münchhausen (1857)
- Karl von Schönhals, Campagnes d'Italie de 1848 et 1849 (1859)
- Johann Wolfgang von Goethe : Wilhelm Meister (2 volumes, 1861)
- Johann Wolfgang von Goethe : Goetz de Berlichingen (1872)